# Lípy srdčité Nad křížem v Benátecké Vrutici
Lípy srdčité Nad křížem v Benátecké Vrutici (Tilia cordata) je dvojice památných stromů, které rostou v Benátecké Vrutici,
v lokalitě Nad Křížem, číslo parcely 1316/1.

## Základní údaje
- název: Lípy srdčité Nad křížem v Benátecké Vrutici
- výška: neuvedena
- obvod: neuveden
- věk: neuveden
- nadmořská výška: asi 191 metrů
- umístění: Středočeský kraj, okres Nymburk, obec Milovice, část obce Benátecká Vrutice, lokalita Nad Křížem

## Poloha, popis a stav stromů
Dvojice stromů druhu lípa srdčitá (lípa malolistá) roste asi 500 metrů jihovýchojižně od centra Benátecké Vrutice, u polní cesty a jen necelých 100 metrů od mostu přes říčku Mlynařice.
Nedaleko, přibližně od severu k jihu, vede také silnice II/272 z Benátecké Vrutice do Lysé nad Labem. Mezi stromy je umístěn křížek o výšce asi 1,5 metru.
Stav stromů je dobrý.

## Další památné stromy v okolí
V nepříliš vzdáleném okolí se nachází několik dalších památných stromů.
- Topol černý v Benátecké Vrutici: mohutný topol se nachází necelých 800 metrů vzdušnou čarou severovýchodním směrem, jižně od ulice Armádní, na předělu Benátecké Vrutice a Milovic.[2]

- Stromořadí platanů Milovice: 20 platanů javorolistých roste podél nepojmenované ulice, která spojuje ulice Kaštanová a Rakouská, v lokalitě tzv. Rakouského tábora, nedaleko hřiště v Zákoutí.[3]

## Fotogalerie

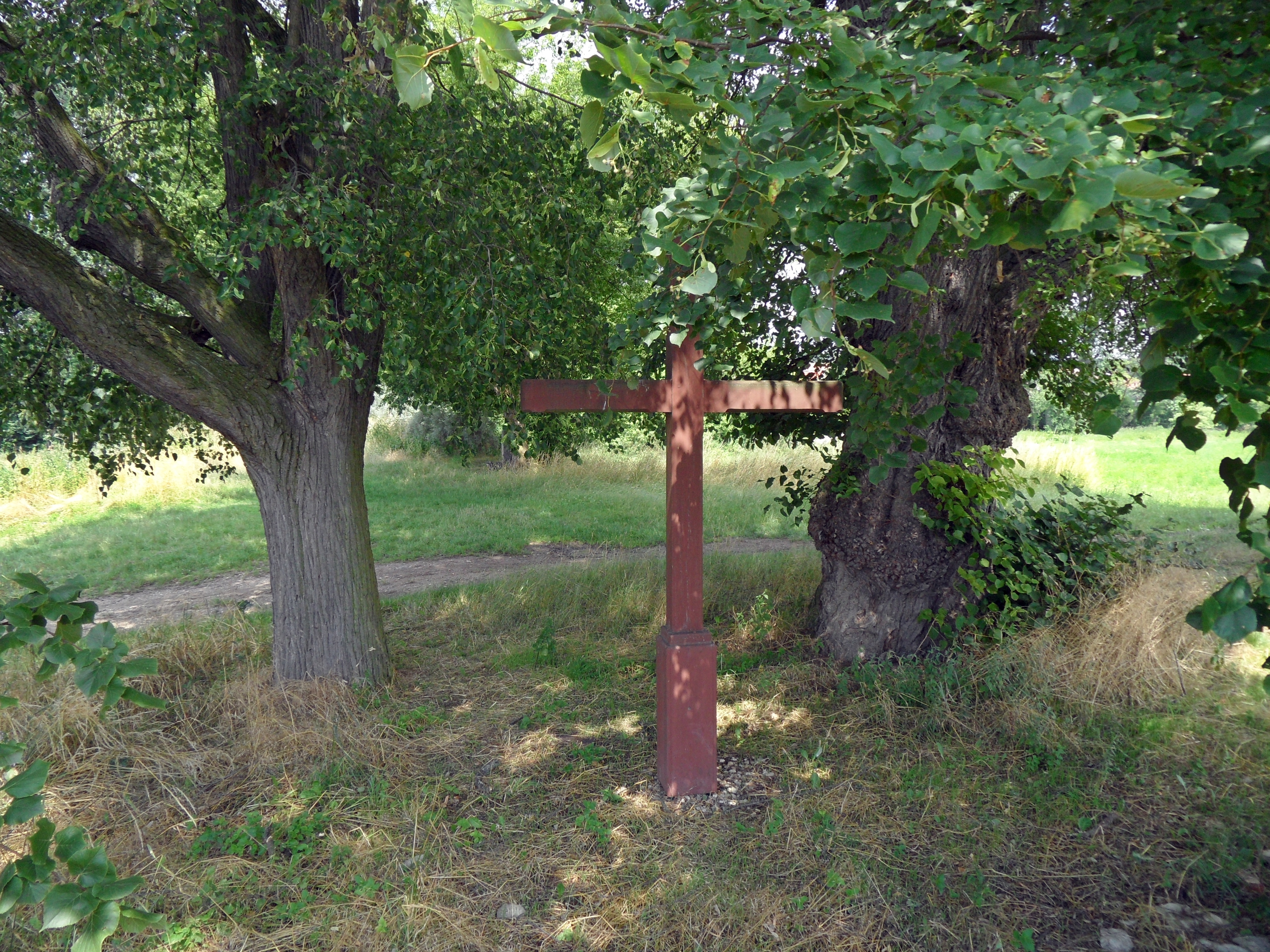
Lípy a křížek v popředí
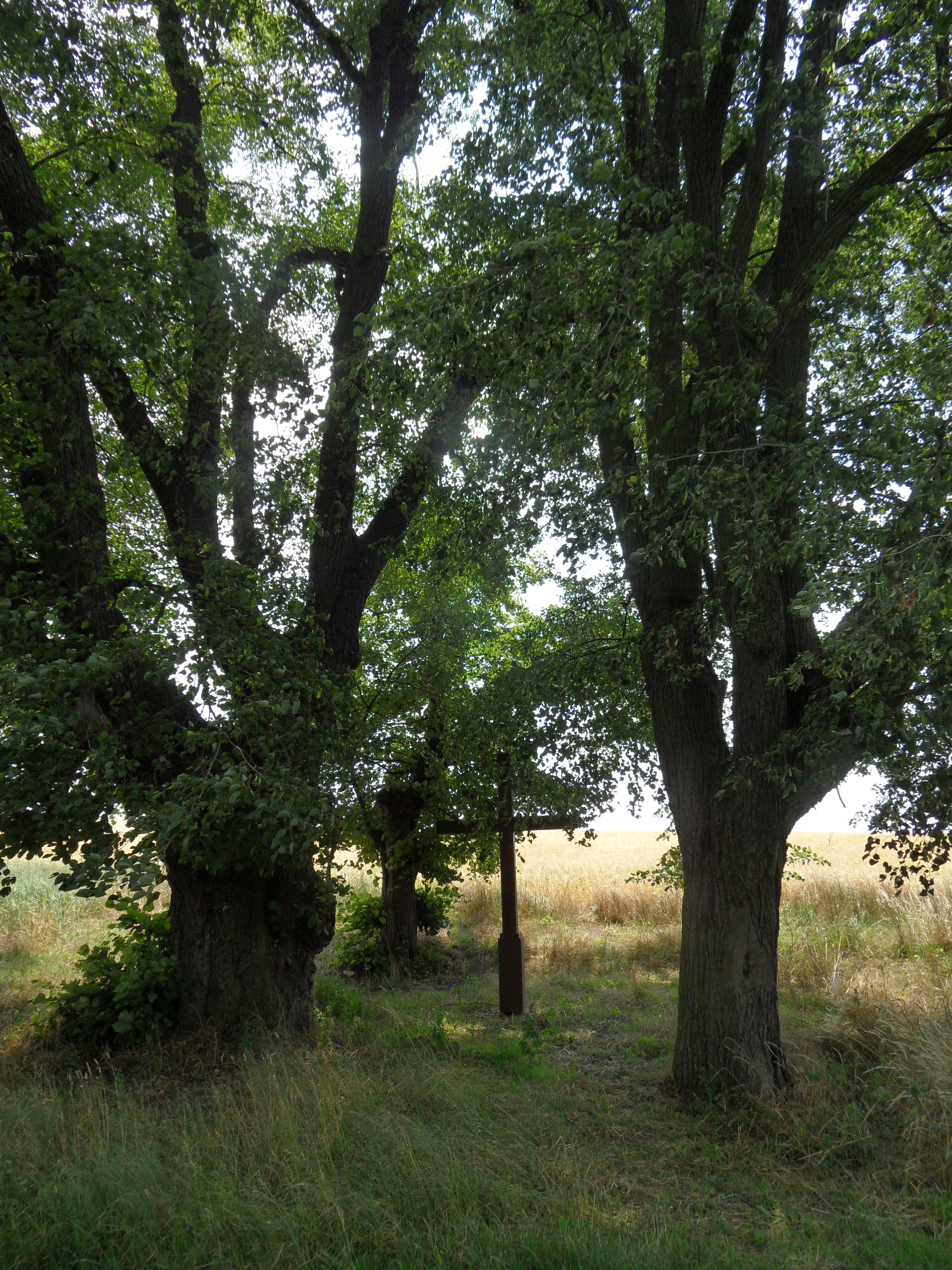
Lípy a křížek
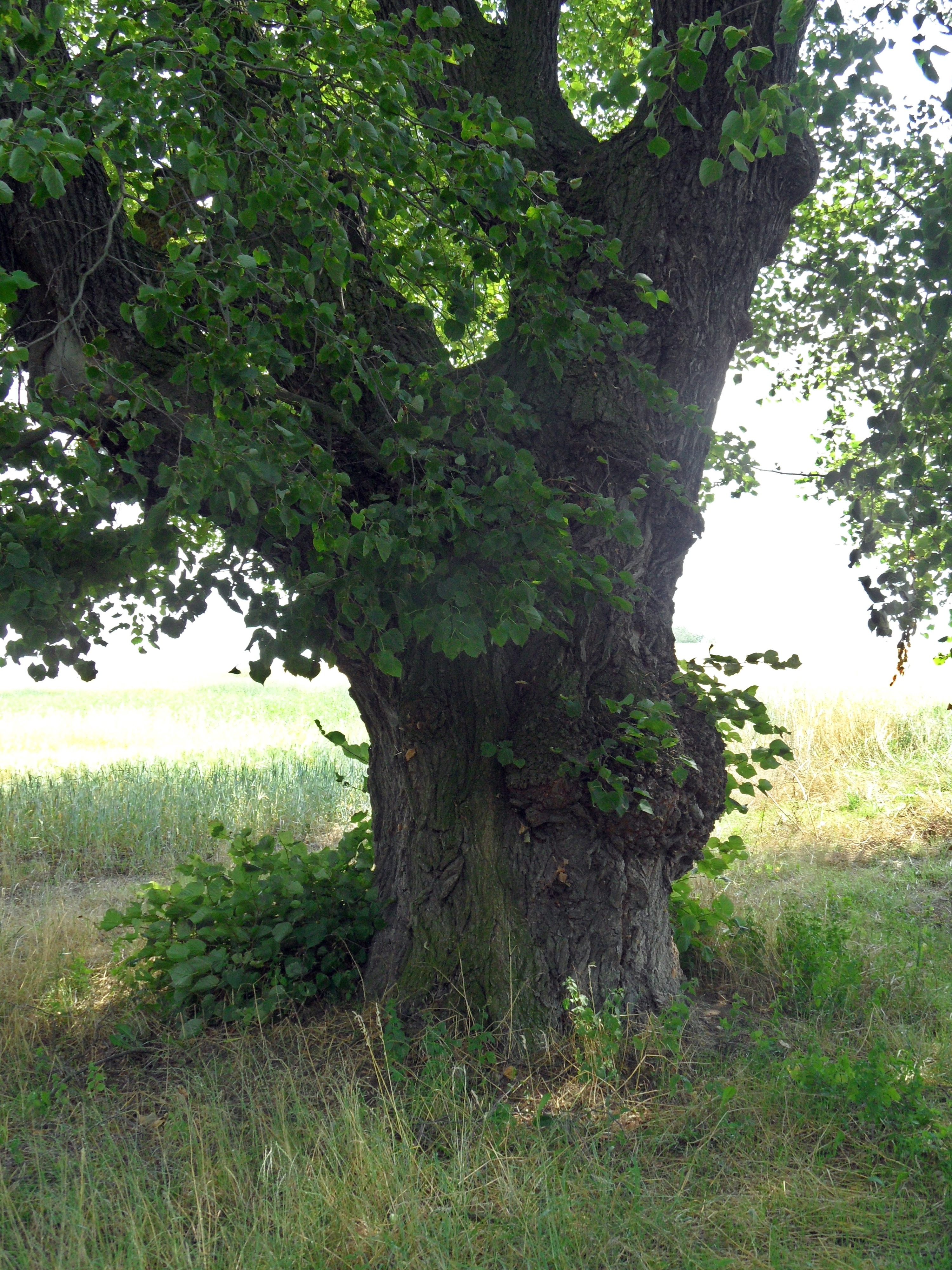
Polodetail jedné lípy